# Chip’s Challenge
Chips’s Challenge ist ein auf Kacheln basierendes, puzzleartiges, zweidimensionales Computerspiel, bei dem der Spieler den Spielfeldausschnitt als Grundriss von oben sieht. Das Spiel wurde von Chuck Sommerville entwickelt und 1989 vom Computerspielhersteller Epyx für die Handheld-Konsole Atari Lynx erstmals veröffentlicht. Später wurde das Spiel auch für andere Systeme adaptiert und erreichte mit der Verbreitung von Microsoft Windows 3.1 und dem teilweise mitgelieferten Microsoft Entertainment Pack 4 sowie dem Best of Microsoft Entertainment Pack eine weit größere Zielgruppe.

## Geschichte
1989 leitete Chuck Sommerville ein Team von Softwareentwicklern bei Epyx und erstellte in einer zehnwöchigen Beschäftigungspause vor der Veröffentlichung der Spielkonsole Atari Lynx das Spiel Chip’s Challenge. Sommerville entwickelte dafür einen einfachen Prototyp des Spiels auf einem Apple II um die Spiellogik zu testen und Epyx zu demonstrieren, dass das Spiel unterhaltsam sei. Ein Drittel der Levels wurde von Chuck Sommerville selbst, ein weiteres Drittel von Bill Darrah und die restlichen Levels des Spiels von Epyx erstellt.
Obwohl die Spielkonsole nicht sonderlich erfolgreich war, wurde Chip’s Challenge für zahlreiche andere Systeme wie den Amiga, den Commodore 64, den ZX Spectrum, die Taschenrechner TI-84 Plus und TI-89 Titanium von Texas Instruments sowie für MS-DOS und Windows adaptiert. Die meisten der Portierungen des Originalspiels auf andere Systeme wurden von der Firma Images Software durchgeführt. Die Versionen des Spiels für Microsoft-Systeme wurden von Microsoft selbst unter der Leitung von Tony Garcia umgesetzt. Microsoft erwarb von Epyx die Lizenz für die Portierung des Spiels als MS-DOS- und Windows-3.1-Version, wobei die Spiellogik dafür leicht geändert wurde.

## Spielinhalt

### Spielgeschichte
Die Geschichte des Spiels erzählt von einem Oberstufenschüler, dem Computerfreak namens Chip McCallahan, der Melinda The Mental Marvel im Labor der Schule trifft. Diese stellt Chip die Aufgabe, einen Weg durch Melindas „Clubhouse“ zu finden, um in den exklusiven Bit Buster Club aufgenommen zu werden. Der Weg durch diese Aufgabe führt dabei durch mehrere Puzzles mit zunehmendem Schwierigkeitsgrad.

### Spielprinzip
Der Spieler steuert dabei auf einem zweidimensionalen von oben betrachteten Spielfeld die Hauptspielfigur Chip durch die kachelförmige Spielwelt. Die gesamte Spielwelt jedes Levels besteht dabei aus 32 × 32 Kacheln, wovon der Spieler stets nur einen Ausschnitt von 9 × 9 Kacheln sieht und sich in diesem in der Mitte befindet. Ziel des Spiels ist es nun, durch logische Kombination und Geschicklichkeit die gestellte Aufgabe zu lösen, um so das jeweilige Level durch Freilegen und Finden des Ausgangs beenden zu können. Der Ausgang nahezu jedes Levels ist durch eine Art Schloss in Form eines Chipsockels blockiert, welches sich ausschließlich mit der geforderten Anzahl von Computerchips öffnen lässt. Eine zentrale Aufgabe dabei ist es nun, die in der Spielwelt verteilten Computerchips einzusammeln, um am Ende des Levels den Ausgang öffnen zu können.

### Levels
Die ursprüngliche Version von Chip’s Challenge beinhaltet 148 Levels, die Version von Microsoft ist um eines auf 149 Levels erweitert. Die meisten Levels haben einen ähnlichen Spielablauf, indem der Spieler innerhalb einer vorgegebenen Zeit durch logisches Denken Aufgaben löst, dabei die nötigen Computerchips einsammelt und so das Ziel findet. Dabei müssen beispielsweise Schlüssel oder Knöpfe gefunden oder Blöcke verschoben werden, um verschlossene Türen öffnen zu können oder den Weg zu ebnen. Neben diesem klassischen Levelschema weichen einzelne Levels davon deutlich ab. So haben manche Levels kein Zeitlimit, bestehen rein aus einem Labyrinth ohne zu lösende Aufgabe, fordern lediglich das Sammeln von Chips, setzen ausschließlich auf logische Kombination ohne Sammeln von Chips oder verlangen pure Geschicklichkeit zum Beenden des Levels.
Jedes Level ist mit einem Passwort geschützt, welches zu Beginn des Levels angezeigt wird. Durch die Eingabe des jeweiligen vierstelligen Passworts ist es möglich, ein noch nicht gespieltes Level direkt auszuwählen.
Hat der Spieler Probleme mit einem Level und muss dieses wiederholt neu starten, ohne es beendet zu haben, so wird ihm angeboten das Level zu überspringen.

## Spielelemente

### Spielblöcke
Jedes Feld der Spielwelt des Levels besteht aus einem Spielblock, mit dem das Aussehen und die Aufgabe des Levels festgelegt wird. Neben passiven Spielblöcken, die nicht mit beweglichen Spielelementen interagieren, existieren auch eine Reihe von aktiven Spielblöcken die durch Zusammentreffen mit beweglichen Spielelementen ihr Verhalten und Aussehen ändern oder das bewegliche Spielelement beeinflussen.
Zu den passiven Spielblöcken zählen alle Arten von passiven Wänden, der gewöhnliche Bodenbelag sowie ein spezieller Bodenbelag, den ausschließlich die vom Spieler gesteuerte Figur betreten kann. Zu den aktiven Spielblöcken die ihr Verhalten oder Aussehen ändern können zählen: Wasser, Sand, Schlüsselwände, teilunsichtbare Wände, Togglewände, Bomben, Einbahnen, Sockelblöcke und Klonblöcke. Zu den aktiven Spielblöcken die bewegliche Spielelemente beeinflussen zählen: Feuer, Eis, Rutschbahn, Falle, Teleporter, Dieb, diverse Knöpfe, Information sowie das Ziel.

### Bewegliche Spielelemente
Bewegliche Spielelemente können sich in der Spielwelt auf geeigneten Spielblöcken bewegen und werden speziell von Wänden blockiert. Neben der Hauptspielfigur, die vom Spieler direkt gesteuert wird, besteht die Gruppe der beweglichen Spielelemente aus dem beweglichen Block sowie den Kreaturen. Der bewegliche Block spielt eine besondere Rolle, da er von der Hauptspielfigur verschoben werden kann und somit zentrales Element zum Lösen von Aufgaben und dem Ebnen von Wegen ist. Kreaturen sind bewegliche Spielelemente, die selbstständig anhand von einfachen Algorithmen durch die Spielwelt navigieren und somit die dynamische Komponente ins Spiel bringen. Zu den Kreaturen zählen: Ball, Hantel, Schleimfleck, Frosch, Panzer, Flugzeug, Feuerball, Kriecher und Käfer.

### Gegenstände
Gegenstände können auf Spielblöcken platziert sein oder unter beweglichen Blöcken liegen. Neben den für das Öffnen des Ausgangs nötigen Computerchips können als Gegenstände Schlüssel und Schutzschuhe gesammelt werden. Durch das Sammeln von Schlüsseln ist es möglich, Schlüsselwände in der Farbe des Schlüssels zu öffnen. Schutzschuhe ermöglichen der Hauptspielfigur das sichere Betreten von speziellen Blöcken. So ermöglichen beispielsweise Feuerschuhe das gefahrlose Betreten von Feuerblöcken oder Eislaufschuhe das kontrollierte Betreten von Eis. Neben Feuerschuhen und Eislaufschuhen können Schwimmflossen und Saugschuhe gesammelt werden.

## Kopien, Nachfolger und Erweiterungen

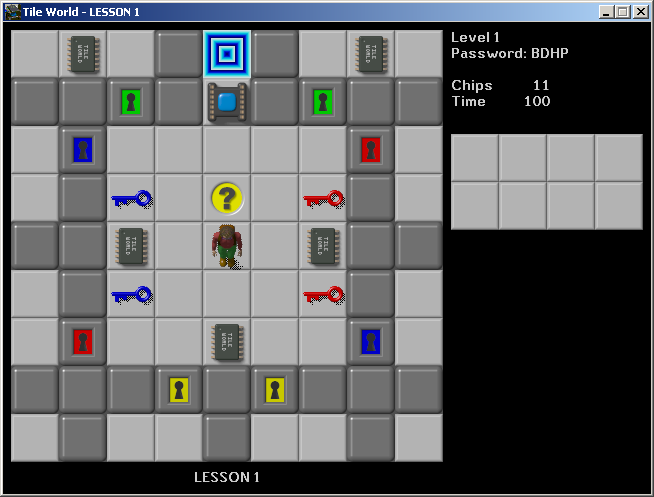
Tile World – freie Kopie des Spiels Chip’s Challenge

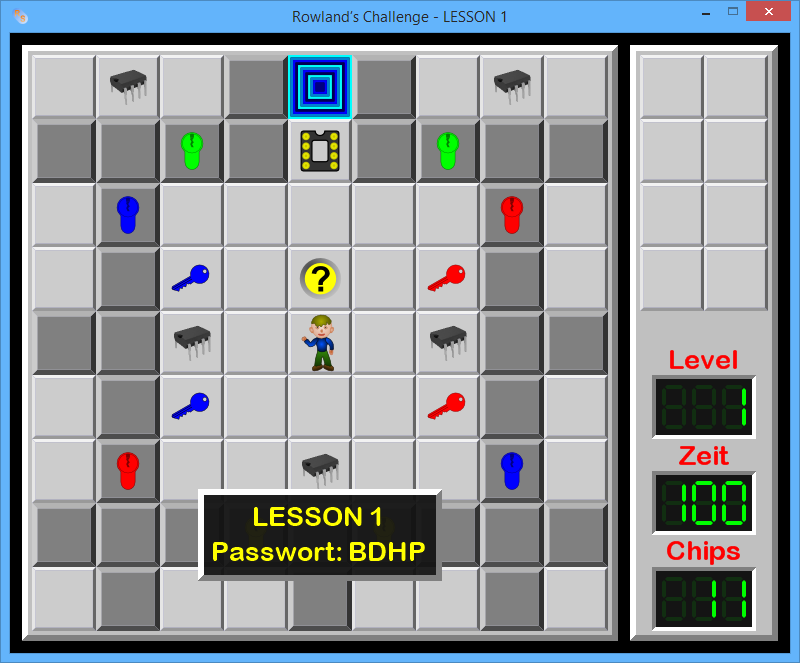
Rowland’s Challenge – eine in Visual Studio C++ erstellte Kopie von Chip’s Challenge mit originalgetreuen Texturen und animierten Spielelementen

Eine der bekanntesten Kopien von Chip’s Challenge ist Tile World. Das unter der GNU General Public License veröffentlichte Spiel erlaubt das Laden der originalen Leveldatei und emuliert dabei sowohl die Spiellogik der ursprünglichen Atari-Version als auch die der modifizierten Microsoft-Variante.
Aufgrund des Erfolges von Chip’s Challenge durch die Veröffentlichung der Microsoft-Version entwickelte Chuck Sommerville bereits 1999 den Nachfolger Chip’s Challenge 2. Sommerville konnte das Spiel jedoch nicht selbstständig veröffentlichen, da nach der Insolvenz von Epyx die Rechte an dessen Entwicklung – unter anderem von Chip’s Challenge – an die Bridgestone Multimedia Group verkauft wurden. Da Bridgestone Multimedia wenig Erfahrung in der Computerspielbranche hatte, verlangte diese für die Veröffentlichung von Chip’s Challenge 2 eine sechsstellige Summe, die Sommerville nicht bieten konnte, womit das Spiel in Vergessenheit geriet. Im Jahr 2010 nahm Sommerville erneut die Verhandlungen mit Bridgestone Multimedia auf und veröffentlichte fünf Jahre später gemeinsam mit seiner Firma Niffler am 28. Mai 2015 Chip’s Challenge 2 über die Internet-Vertriebsplattform Steam.
Im Jahr 2012 veröffentlichte Sommerville das Spiel Chuck's Challenge und im Jahr 2014 das durch die Crowdfunding-Plattform Kickstarter finanzierte 3D-Spiel Chuck’s Challenge 3D. Beide Spiele beruhen auf einem ähnlichen Spielkonzept wie Chip’s Challenge. Chuck's Challenge 3D wurde für Windows, MacOS, Linux und Android veröffentlicht.
Für das Spiel Chip’s Challenge wurden von der Community unterschiedliche Leveleditoren entwickelt, wodurch es sehr leicht möglich ist, eigene Levels zu kreieren. Durch das Engagement der Gemeinschaft entstanden im Laufe der Zeit mehrere „offizielle“ Levelpakete zur Erweiterung des Originalspiels.